# Sofi Marinova
Sofi Marinova (bulgariska: Софи Маринова), född 5 december 1975 i Etropole, är en bulgarisk-romsk sångerska.

## Karriär
Sofi Marinovas mor lärde henne både att sjunga och dansa som liten. Hon var med i ett lokalt band och gick i skolan i födelseorten Etropole. Hon började sedan sjunga vid bröllop och dop. Hon framförde allt från covers av hits från Michael Jackson och Whitney Houston till romska sånger från sin kulturella bakgrund. Hennes musikkarriär började sedan på allvar när hon vann flera musikfestivaler. Detta följdes upp av att hon spelade in och släppte sitt debutalbum Old Wounds tillsammans med gruppen Super Express. Efter detta släppte hon ett par soloalbum innan hon började arbeta med producenten Krum Krumov vid Sunny Music år 2004.

### Eurovision Song Contest
År 2012 vann Marinova Bulgariens nationella uttagning till Eurovision Song Contest 2012 i Baku i Azerbajdzjan med låten "Love Unlimited". Hon gjorde där sitt framträdande i den andra semifinalen den 24 maj men gick inte vidare till finalen. Hon var nära att komma vidare då hon slutade på 11:e plats i semifinalen med lika många poäng som Norge (som blev 10:e i semifinalen), det avgjordes av att båda fick en 10:a och att Norge hade fått en 8:a som näst bäst medan Bulgarien bara fick en 6:a som näst bäst.
Sofi Marinova har tidigare deltagit i Bulgariens nationella uttagning till Eurovision Song Contest. År 2005 deltog hon med låten "Edinstveni" som hon framförde tillsammans med Slavi Trifonov och kom på andra plats. Hon deltog igen år 2007 tillsammans med rapparen Ustafa och låten "Ya Tvoya" som kom på tredje plats.

## Diskografi

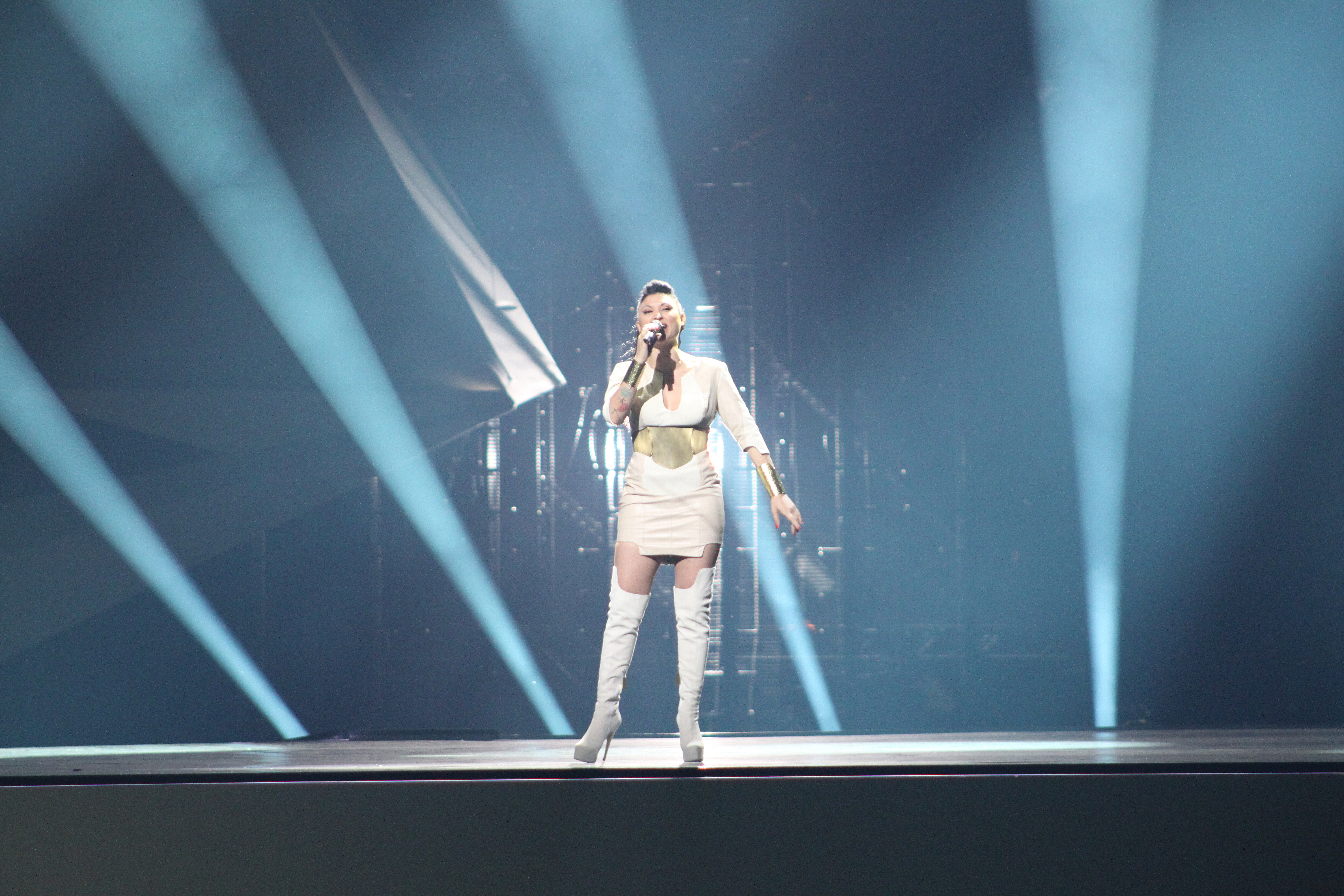
Sofi Marinova på scen vid Eurovision Song Contest 2012 i Baku.

### Album
- 1997 - Edinstven moy
- 1998 - Moyat san
- 1999 - Studen plamak
- 2000 - Nezhna e noshta
- 2002 - Osadena lyubov
- 2004 - 5 oktavi lyubov
- 2005 - Obicham
- 2006 - Ostani
- 2008 - Vreme spri
- 2009 - Vipat

### Singlar
- 2011 - "Love Unlimited"